# Joseph Rogatchewsky
Joseph Rogatchewsky (Myrhorod,Oekraïne, 20 november 1891 – Elsene, 31 maart 1985) was een Oekraïense tenor.
Rogatchewsky trok vlak voor de Eerste Wereldoorlog naar Parijs om te vrijwilligen in het Franse leger. Daarna schreef hij zich in aan het Conservatorium van Parijs waar hij een eerste prijs haalde voor zang en lyrische kunsten. In 1922 werd hij aangenomen door de Opéra-Comique en twee jaar later werd hij door Maurice Corneil de Thoran uitgenodigd om in Brussel mee te werken aan een opvoering van Werther. Deze uitvoering werd zo populair dat Rogatchewsky’s reputatie plots exponentieel toenam. Alle grote theaters wilden hem in dienst nemen: de Weense Staatsopera, de Opéra Garnier, het Koninklijk Concertgebouw van Amsterdam, de Deutsche Oper Berlin,... Rogatchewsky verkoos echter om bij de Muntschouwburg te blijven en vestigde zich in Brussel.
Rogatchewsky vervulde menig rollen, maar de bekendste opera’s waar hij in mee zong waren Tannhäuser, Parsifal en Lohengrin. Vooral met Franse opera’s kende hij veel succes.
Na de dood van Maurice Corneil de Thoran in januari 1953 werd Rogatchewsky aangesteld tot directeur van de Muntschouwburg. Hij was echter niet de juiste persoon om het theater te beheren. Hij miste het contact met het publiek, en voerde uitsluitend die werken uit die hem persoonlijk interesseerden. Zijn smaak was echter niet die van het Brusselse publiek.  Rogatchewsky vervulde de positie tot in 1959, waarna hij het directeurschap doorgaf aan Maurice Huisman. Daarna besloot de tenor om professor aan het Conservatorium van Bergen te worden.
- Biblioteca Nacional de España: XX1691711
- Bibliothèque nationale de France: cb13899107p (data)
- Gemeinsame Normdatei: 1239079176
- International Standard Name Identifier: 0000 0000 7825 9777
- Library of Congress Control Number: n82028122
- MusicBrainz: d4448b5b-7dbe-4650-84b4-b48dd016c0de
- Nationale Bibliotheek van Israël: 987007320790205171
- Virtual International Authority File: 16107953
- WorldCat: E39PBJwMDFVcPw6RHY9r6hVV4q